# Martina Poel
Pour les articles homonymes, voir Martina et Poel.
Martina Poel, née le 29 avril 1974 à Graz, est une actrice autrichienne. 

## Filmographie
- 1998 : Slidin' - Alles bunt und wunderbar : Billie
- 2004 : Hôtel : la nouvelle aspirante
- 2004 : Les truands cuisinent (C(r)ook) : la jolie admiratrice
- 2005 : Crash Test Dummies : Lisi von der Feinkost
- 2006 : Slumming : Krista
- 2006 : Novotny et Maroudi (de) (série télévisée) : la femme du groupe d'entraide
- 2008 : Liebe für Fortgeschrittene (téléfilm) : l'employée
- 2009 : Rex - L'ultima partita (téléfilm) : la jeune policière
- 2009 : Rex, chien flic (série télévisée) : la jeune policière
- 2010 : Die Mutprobe (téléfilm)
- 2011 : Michael : la mère compatissante
- 2014 : CopStories (de) (série télévisée) : Carla Martinschitz
- 2014 : Adam : la patronne du bureau de poste
- 2005-2015 : Quatuor pour une enquête (Vier Frauen und ein Todesfall) (série télévisée) : Sabine Schösswender
- 2015 : Blockbuster: Das Leben ist ein Film
- 2016 : Agonie (de) : la mère d'Alex
- 2017 : Die Migrantigen : la directrice de casting
- 2017 : Siebzehn : Bettina Rattei
- 2019 : Pagan Peak (série télévisée) : la journaliste